# Syngnathus abaster
Espèce
Le Syngnathe de lagune ou Syngnathe de rivière (Syngnathus abaster) est une espèce de poissons de la famille des Syngnathidae. On la trouve dans l'est de l'Atlantique, du sud du Golfe de Gascogne à Gibraltar, aussi dans la Méditerranée et dans la mer Noire. Comme espèce introduite, elle est mentionnée dans la mer Caspienne et les eaux douces de son bassin.

## Informations générales
Syngnathus abaster est proche de l'hippocampe. Il est généralement trouvé dans la mer Méditerranée, vivant dans les eaux peu profondes autour des algues et d'herbes marines, et on le trouve également dans les eaux saumâtres. Les syngnathes sont de vrais poissons. Leur corps long et étroit a un squelette externe constitué de plaques osseuses, et leur bouche est très petite et en forme de tuyau. Ils nagent en se tortillant d'un côté à l'autre dans un mouvement semblable à celui d'un serpent ou par ondulation de leur nageoire dorsale.
Les syngnathes ont un régime alimentaire principalement composé de petits crustacés, d'alevins de poissons et de zooplancton. Les rôles des mâles et des femelles en reproduction sont similaires à ceux des mâles et femelles hippocampes. Les mâles portent les œufs, dans une poche dédiée sur leur corps. Les œufs murissent dans cette poche, et les jeunes sont expulsés par une fente longitudinale.

## Environnement et habitat
Les syngnathes sont principalement marins, avec quelques espèces également trouvées en eau douce. Syngnathus abaster est une espèce marine vivant dans des herbiers marins en eau peu profonde de la mer Méditerranée.